# Aravana
L'aravana, encore appelé arabana muttu, désigne un tambourin plat frappé à la main. C'est un instrument de musique semblable au bendir, un instrument à percussion surtout utilisé dans l'État du Kerala, situé dans le sud de l'Inde lors de l'accueil des dignitaires musulmans. Il est également  similaire au daf asiatique, rattaché à la famille des membranophones.

## Historique
Dès le VIIe siècle les marchands musulmans ont installé des comptoirs sur la côte kéralaise, en s'y établissant, ils se sont mariés avec des femmes dravidiennes. De ce fait, la communauté musulmane, s'y est fortement développée. Elle y a perpétué ses traditions notamment, dans la forme artistique de la danse Arabana muttu ou Aravana muttu (muttu signifie battre) , connue sous le nom de Rebana.

## Facture
Le tambourin arabana muttu, est constitué d'un cadre en bois peint de couleurs chatoyantes autour duquel est attaché par des cordes nouées une peau de chèvre. Il est similaire au bendir, mais plus mince et plus gros. Selon l'avis du musicien (expert de l'arabana) Becker Edakkazhiyur, la représentation traditionnelle de l'"Arabana Reefa Ee Raathib Muttu"  est confondue bien souvent avec  celle de l'"Arabana Kali Muttu", qui est purement destinée au divertissement. Bien que le premier soit aujourd'hui presque tombé en désuétude, il est toujours connu par son attrait artistique et encore joué dans certaines circonstances au cours desquelles les danseurs jettent en l'air leur tambour alors que des chants de la danse rythmée rendent hommage aux martyrs et aux héros.

## Jeu
Les mots duff et aravana sont deux termes différents, utilisés indifféremment pour désigner l'instrument qui fait l'objet de nombreuses compétitions dans le Kerala. Il existe des méthodes traditionnelles et modernes de jouer de l'aravana. Traditionnellement, on le joue assis en demi-cercle, ou debout lors des festivités, avec des frappes énergiques des mains et des doigts, avec parfois des mouvements de tournoiement autour du pouce. Les joueurs ont le même rôle; frapper horizontalement l'aravana muttu  en tapant la peau par-dessous. Les participants accompagnent le chef du groupe dans son chant.